# Musaranya d'orelles petites equatoriana
La musaranya d'orelles petites equatoriana (Cryptotis montivaga) és una espècie de musaranya endèmica de l'Equador.